# Герасим Пурнарас
Герасим (на гръцки: Γεράσιμος) е гръцки духовник, митрополит на Вселенската патриаршия.

## Биография
Роден е с фамилията Пурнарас (Πουρνάρας) или Лаховарис. По произход е от цариградския квартал Терапия и от Пловдив. Служи като архидякон на Одринската епархия.
От април 1833 до юни 1840 година е преславски митрополит.
Избран е за пелагонийски митрополит през юни 1840 и остава на поста в Битоля до март 1853 година. Като пелагонийски владика унищожава повечето от ценните книжовни паметници на старобългарската литература, пазени в манастира Трескавец.
На 15 март 1853 година е избран за деркоски митрополит. Умира на 15 март 1865 година в Терапия след дълго боледуване.